# Президентские выборы в США (1864)
Президентские выборы в Соединённых Штатах состоялись 8 ноября 1864 года в предпоследний год гражданской войны. Действующий президент Авраам Линкольн, выдвинутый Национальным союзом легко победил кандидата от демократов, бывшего генерала Джорджа Макклеллана, набрав 55 % голосов и выиграв коллегию выборщиков с ещё большим перевесом (212-21). К моменту выборов Республиканская партия вместе с некоторыми демократами создала партию «Национальный союз», чтобы привлечь фракцию демократов войны.
Несмотря на некоторую внутрипартийную оппозицию со стороны Салмона Чейза и радикальных республиканцев, Линкольн выиграл номинацию от своей партии. На этот раз его кандидатом на пост президента стал демократ войны Эндрю Джонсон из Теннесси, а не действующий вице-президент Ганнибал Гэмлин. Джон Фримонт, который был кандидатом от республиканцев в 1856 году выдвинулся в президенты от Радикально-демократической партии, сформированной перед выборами, вместе с Джоном Кокрейном как кандидатом в вице-президенты. Новая партия критиковала Линкольна за излишнюю умеренность в вопросе расового равенства, но быстро распалась после того, как Фримонт отказался от участия в выборах в сентябре. Демократическая партия разделились на фракцию «медноголовых», которые выступали за немедленный мир с Конфедерацией, и демократов войны, которые поддерживали продолжение боевых действий. В итоге демократический съезд 1864 года выдвинул кандидатуру демократа войны и бывшего генерала Макклеллана, но принял предвыборную программу, выступающую за мир с Конфедерацией, написанную кандидатом на пост вице-президента Джорджем Пендлтоном, которую сам Маккеллан отверг. На лето 1864 года казалось, что Конфедерация ещё могла выстоять, к ноябрьскому дню голосования она явно проигрывала.
Несмотря на свои изначальные опасения поражения, Линкольн получил значительное большинство голосов избирателей и выборщиков, отчасти в результате недавней победы Союза в сражении при Атланте. Поскольку Гражданская война все ещё бушевала, большая часть южных штатов не участвовала в голосовании, а голоса выборщиков тех, которые приняли участие, не были учтены.
Победа Линкольна сделала его первым президентом, выигравшим переизбрание после Эндрю Джексона в 1832 году. Линкольн был убит менее чем через два месяца после начала своего второго срока, после чего его сменил вице-президент Эндрю Джонсон, выступавший за быстрое восстановление отделелившихся штатов без защиты бывших рабов. Это привело к конфликту с Конгрессом, в котором доминировали республиканцы, что в конечном итоге привело к импичменту Джонсона Палатой представителей в 1868 году. Он был оправдан Сенатом с перевесом в один голос.

## Выборы
Макклеллан выступал с партийной платформой «кандидата мира», но сам лично не верил в неё. Предвыборная кампания проходила летом 1864 года после неудачной для северян кампании на Ред-Ривер и разгрома северян в «бою у воронки». Цена войны становилась всё больше и перспектива долгой бесконечной войны сделала предложение демократов о переговорах желательным. Однако демократы столкнулись с существенными внутрипартийными проблемами на национальной партийной конвенции. Более того, марш Уильяма Шермана на Атланту и победы Улисса Гранта, заставившего генерала Ли вести оборонные бои в Ричмонде сделали очевидным факт бесспорной победы Союза.
Линкольн вёл свою предвыборную кампанию под девизом «Коней на переправе не меняют». Для привлечения демократов на свою сторону республиканцы временно переименовали партию в Союз. Кандидатом в вице-президенты с Линкольном шёл демократ от фракции войны Эндрю Джонсон, который так и не перешёл в партию республиканцев после победы на выборах. Многие штаты разрешили голосовать солдатам, что значительно добавило голосов Линкольну. Другая часть Республиканской Партии в Национальный Союз не вошла и создала Радикально-Демократическую Партию и выдвинула кандидатом в Президенты Джона Фримонта, который позже снял свою кандидатуру.

### Результаты

Карта результатов выборов по округам Авраам Линкольн Джордж Макклеллан

| Кандидат          | Партия                 | Избиратели | Избиратели | Выборщики |
| Кандидат          | Партия                 | Количество | %          | Выборщики |
| ----------------- | ---------------------- | ---------- | ---------- | --------- |
| Авраам Линкольн   | Национальный союз      | 2 218 388  | 55,02 %    | 212       |
| Джордж Макклеллан | Демократическая партия | 1 812 807  | 44,96 %    | 21        |
| Другие            | —                      | 658        | 0,02 %     | —         |
| Всего             | Всего                  | 4 031 887  | 100 %      | 233       |

- Карта результатов выборов по округам
 Авраам Линкольн Джордж Макклеллан